# Bettina Soriat
Bettina Soriat (née le 16 mars 1967 à Linz) est une chanteuse autrichienne.

## Biographie
Elle suit de 1982 à 1985 les cours de l'école de danse de Jane Gardner puis travaille jusqu'en 1987 au Theater an der Wien.
Entre 1991 et 1996, elle participe à des comédies musicales comme La Cage aux folles, Grease ou Blondel.
En 1996, elle est choriste de George Nussbaumer, le représentant de l'Autriche au Concours Eurovision de la chanson. L'année suivante, elle est sélectionnée en interne par l'ORF pour l'année suivante. La chanson One Step finit à la 21e place.